# دونده

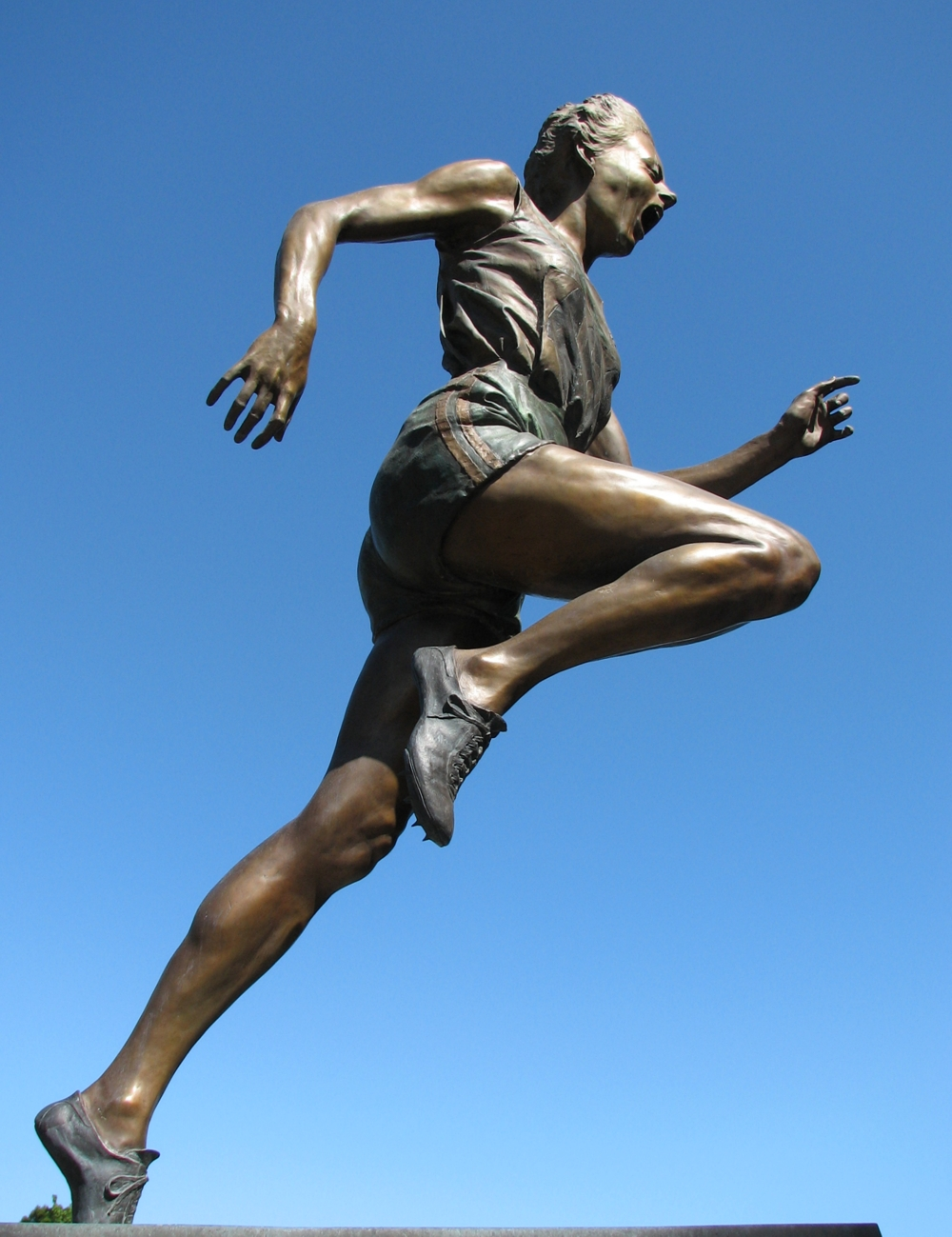
پیکرهٔ برنزیِ بتی کاتبرت، دوندهٔ سرعتیِ استرالیایی

دونده کسی که در یک، دو، یا چند مادهٔ دو در ورزش دو و میدانی مهارت دارد و در آن با سایر شرکت‌کنندگان رقابت می‌کند.
دوندگان، در ورزش دو و میدانی، در دسته‌های زیر فعالیت می‌کنند:
- دو سرعت مسافت‌های ۴۰۰ متر و کمتر (در المپیک در سه مسافتِ ۱۰۰ متر، ۲۰۰ متر و ۴۰۰ متر انجام می‌شود).
- دو نیمه‌استقامت دوهای بالای ۴۰۰ متر تا ۳۰۰۰ متر (در المپیک در مسافت‌های ۸۰۰ متر و ۱۵۰۰ متر انجام می‌شود).
- دو استقامت مسافت‌های ۵۰۰۰ متر و بیش از آن (در المپیک در مسافت‌های ۵۰۰۰ متر و ۱۰٬۰۰۰ متر و ماراتن انجام می‌شود).
- دو بامانع در مسافت‌های المپیکیِ ۱۱۰ متر، ۴۰۰ متر، و ۳۰۰۰ متر.
- دو امدادی در دو مسافت المپیکیِ ۱۰۰*۴ متر و ۴۰۰*۴ متر.

## پیوندها
- وبگاه اتحادیهٔ بین‌المللی فدراسیون‌های دو و میدانی